# Mazza cerimoniale
Una mazza cerimoniale è un bastone riccamente decorato in metallo o legno, portato a braccia da un incaricato detto mazziere che precede durante le cerimonie civili il sovrano o un altro alto ufficiale, con l'intento di rappresentare l'autorità ufficiale. La mazza, come è usata tutt'oggi, viene fatta derivare nella forma dall'originaria clava o mazza usata come arma da guerra. Le processioni ove le mazze cerimoniali fanno comparsa sono spesso occasioni parlamentari o accademiche formali.

## Storia

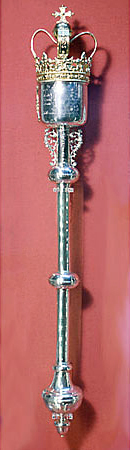
Mazza cerimoniale, 1694-1695, realizzata da Benjamin Pyne conservata al Victoria and Albert Museum di Londra

La mazza cerimoniale era utilizzata come simbolo di autorità per i comandanti militari.
Le prime mazze cerimoniali erano tutt'altro che decorative e servivano unicamente come armi per proteggere la persona del re, essendo in uso alla sua guardia personale, portate spesso dai Sergeants-at-Arms, come stabilito già nel Regno di Francia da re Filippo II e in Inghilterra probabilmente dall'epoca di Riccardo I. Dal XIV secolo queste mazze iniziarono a divenire sempre più un oggetto decorativo, venendo quindi realizzate con materiali preziosi, mentre sull'altro fronte con l'avvento della polvere da sparo la mazza come arma scompariva assieme alle armature pesanti.
La storia della mazza con usi civili ebbe iniziò a metà del XIII secolo, ma non vi sono esempi ascrivibili a quel periodo giunti sino a noi. La più antica mazza civica in Inghilterra che ancora oggi si può ammirare è quella di Hedon che risale al 1415. A quel tempo il portare una mazza civica per precedere sindaci e autorità locali era sentita come un'infrazione nei confronti dei privilegi del re, ma città significative come Londra ottennero ben presto ex officio questo privilegio, come poi lo ottennero York (1396), Norwich (1403–1404) e Chester (1506). I registri riportano memoria di mazze ricoperte d'argento in uso a Exeter nel 1387–1388, mentre Norwich ne comprò addirittura due nel 1435, e Launceston altre nel 1467 e nel 1468. Diverse altre città acquistarono delle mazze e nel XVI secolo la prassi divenne comune.
Già nel XV secolo si era diffusa la moda di rialzare la parte superiore delle mazze ove apporre lo stemma reale. Dall'inizio del periodo Tudor, a ogni modo, tutte le punte intese a far danno nell'arma da guerra divennero elementi decorativi, mentre si accrebbe sempre più l'importanza della parte finale della mazza (spesso arricchita con corone reali e decorazioni varie).
Iniziò quindi una vera e propria produzione artigianale delle mazze con elementi sempre più riccamente decorati soprattutto tra XVI e XVII secolo, cancellando tutti i tratti distintivi dell'arma e raffinandone la forma apponendovi spesso una parte sporgente al centro, in particolare durante il regno di Giacomo I.
Thomas Maundy fu capo mazziere durante il Commonwealth inglese, utilizzando la mazza già in uso presso la Camera dei Comuni nel 1649. Questa mazza è tutt'oggi utilizzata, senza la parte finale originale che venne alterata durante il periodo repubblicano per cancellarne i simboli regali e poi ripristinata al tempo della restaurazione inglese.

## Mazze simboliche del potere politico

### Italia

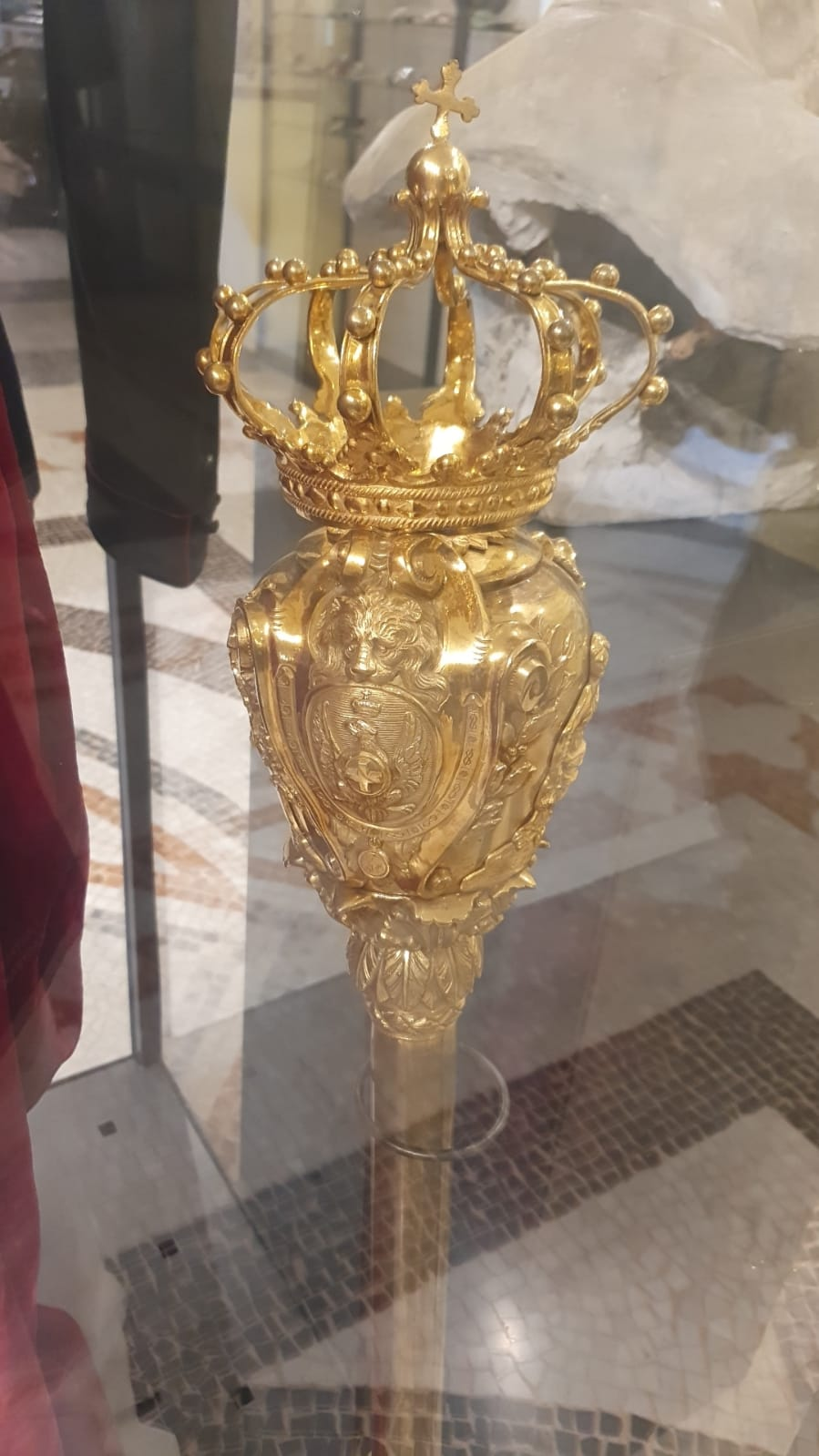
Mazza cerimoniale della Corte di Cassazione in epoca sabauda

Alcune istituzioni e alcune città conservano l'antica mazza civica, fra le città Cagliari, che l'impiega nella processione di Sant'Efisio e Biella, che l'adopera nella processione della città al Santuario d'Oropa.

### Inghilterra
In tutta la comunità parlamentare di origine anglosassone, si segue la regola affermatasi nel Parlamento del Regno Unito: la Camera non può legalmente riunirsi senza la presenza della mazza cerimoniale, dal momento che essa rappresenta l'autorità del sovrano. Pertanto le mazze, in tutti questi Parlamenti del Commonwealth, vengono portate all'entrata e all'uscita di ogni sessione della Camera.
Le mazze cerimoniali sono utilizzate ancora oggi nel Regno Unito a rappresentare l'autorità e il prestigio delle due camere del Parlamento e del sovrano Carlo III.
La Camera dei Lords ha due mazze, la prima databile al regno di Guglielmo III.
Nel 1930, John Beckett, membro del Partito Laburista venne sospeso dalla Camera dei Comuni per aver mostrato disprezzo nei confronti della mazza dopo aver tentato di lasciare l'aula portandosela appresso per protestare contro la sospensione di un altro membro. Venne fermato appena prima che raggiungesse la porta di uscita.
Nel 1976, Michael Heseltine, membro del Partito Conservatore, prese la mazza e la brandì contro i membri del Partito Laburista durante un acceso dibattito sulle industrie dell'aviazione e della marina.
Nel 1987, Ron Brown, poi parlamentare laburista per Leith, prese la mazza durante un dibattito sulle poll tax e la gettò a terra. La mazza risultò danneggiata e Brown dovette pagare la somma di 1.500 sterline per coprire i costi di riparazione.
Quando questi poi si rifiutò di chiedere le proprie scuse ufficialmente, venne sospeso dalla Camera dei Comuni e dal Partito Laburista.
Nel 2009, John McDonnell, parlamentare laburista per Hayes e Harlington, venne sospeso dalla Camera dei Comuni per aver imbracciato la mazza cerimoniale contro i suoi oppositori che minacciavano di voler imporre modifiche contro l'aeroporto di Heathrow che si trovava nella sua circoscrizione elettorale.
Il 10 dicembre 2018, il parlamentare laburista Lloyd Russell-Moyle è stato espulso dai lavori della seduta in corso per aver asportato la mazza cerimoniale per protesta dopo il rinvio del voto, sulla proposta del governo May di un accordo con l'Unione europea per la Brexit.
Oggi alla Torre di Londra sono conservate otto mazze in argento, due datate all'epoca di Carlo II, due al regno di Giacomo II tre durante il regno di Guglielmo III e Maria, una all'epoca della regina Anna (sulla quale poi è stata aggiunta la cifra di Giorgio I).
Una mazza di valore storico e artistico è quella del Lord Mayor of the City of London che è decorata con cristalli, oro e perle, la cui testa è databile al XV secolo, mentre i montanti laterali sono addirittura ascrivibili al periodo medievale.

### Scozia

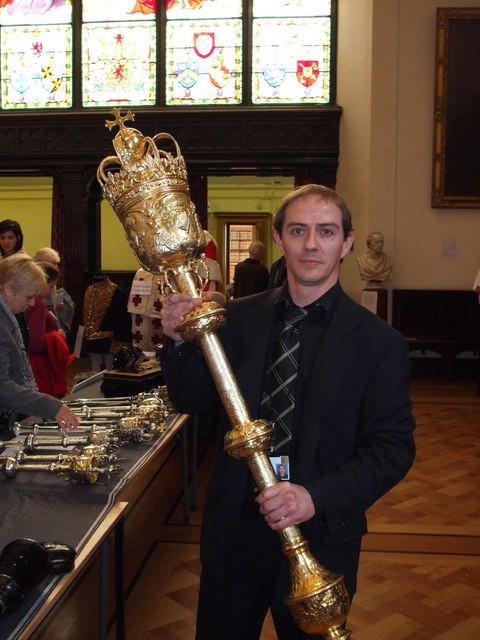
Un ufficiale di corte porta la mazza del Lord President della Corte di Sessione, durante il Doors Open Day. Questa mazza è conosciuta anche col nome di Old Exchequer Mace. Realizzata a Londra nel 1667, essa è in argento ricoperta d'oro 24 carati e del peso di quasi 8 chili, essa riporta nella parte superiore il monogramma "C.R." (Carolus Rex) per il monarca di allora Carlo II.

La mazza d'argento con il globo di cristallo del Lord High Treasurer of Scotland, conservata a Holyrood Palace, venne realizzata attorno al 1690 da Francis Garthorne.
L'attuale Parlamento scozzese ha una propria mazza in argento, disegnata nel 1999 che incorpora un anello nuziale in oro a simboleggiare il legame forte con l'Inghilterra nella composizione del Regno Unito. Questa mazza cerimoniale presenziò all'apertura del parlamento scozzese assieme alla regina Elisabetta II il 1º luglio 1999. Essa venne disegnata e incisa da Michael Lloyd, rinomato argentiere della Scozia sud-occidentale, con argento scozzese e bagnata nell'oro dei fiumi scozzesi. Sulla mazza si trovano le parole "Wisdom, Justice, Compassion, Integrity" ("Buon senso, Giustizia, Compassione, Integrità") assieme a decorazioni rappresentanti cardi, simbolo nazionale scozzese. Sulla testa della mazza sono riportate le parole: "There shall be a Scottish Parliament - Scotland Act 1998" ("Quivi sarà un parlamento scozzese - Scotland Act 1998").
La mazza del Lord Presidente (talvolta nota come Old Exchequer Mace) è datata al 1667. Essa è realizzato in argento e misura 1,42 m per un peso di 7,85 chilogrammi. Nel 1856, con l'accorpamento dei tribunali, essa venne trasferita dalla Court of Exchequer alla Prima Divisione della Corte di Sessione per essere utilizzata dal Lord President. La mazza rimane ancora oggi in uso nel tribunale. Per il tribunale è stata proposta nel 2006 una nuova mazza.

### Galles

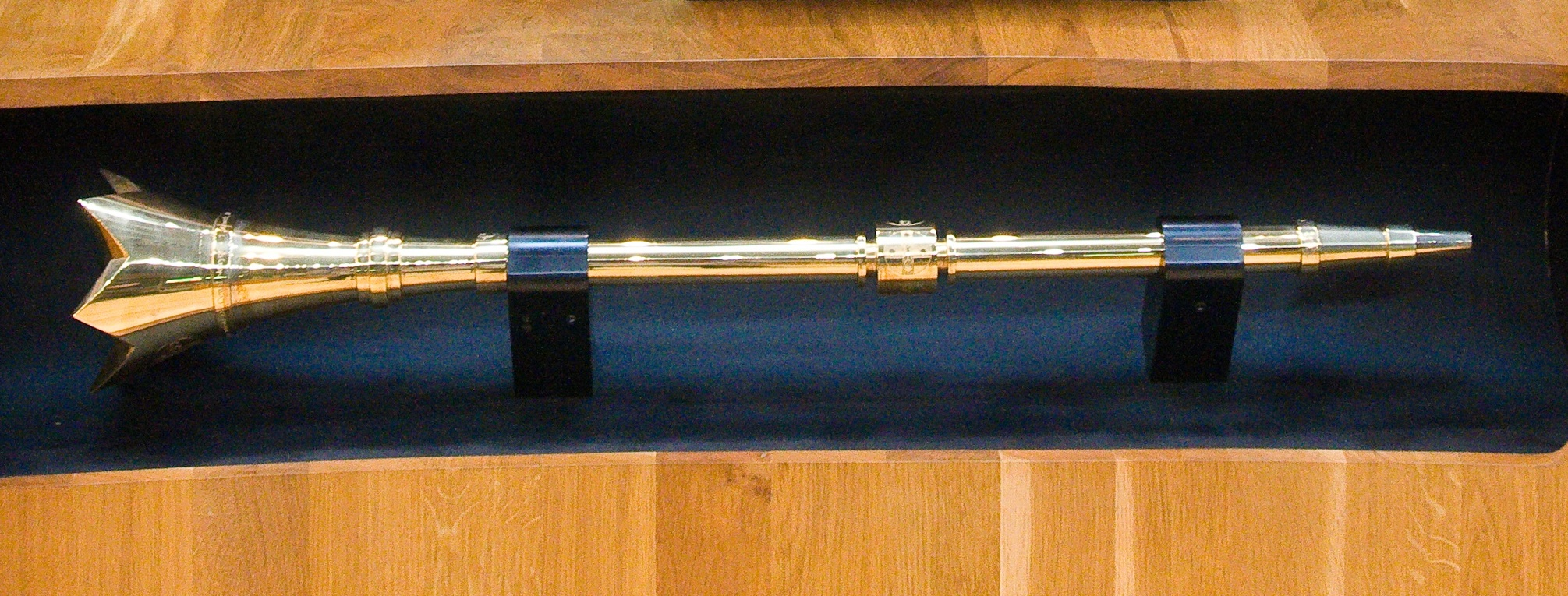
La mazza cerimoniale della National Assembly for Wales

La National Assembly for Wales ha una mazza cerimoniale realizzata in oro, argento e ottone che viene utilizzata come simbolo dell'Assemblea stessa. La mazza venne presentata all'assemblea dal Parliament of New South Wales nella cerimonia per l'apertura del Senedd, a Cardiff, il giorno di San Davide del 2006. L'oggetto venne commissionato all'orafo di Melbourne Fortunato Rocca (di origini italiane) nel 2002 che la disegnò e la realizzò. La mazza ha richiesto 300 ore di lavoro per l'incisione per un costo di 10 500 sterline.
Prima dell'introduzione di questa nuova mazza, l'assemblea utilizzava una mazza realizzata in vetro, oro e ferro terminante con la scultura popolare chiamata "Tlws".

### Irlanda del Nord
Alcuni consigli di distretto rilevanti in Irlanda del Nord come ad esempio quello di Belfast, si riuniscono in presenza di una mazza cerimoniale.

### Irlanda
La mazza in argento della vecchia Irish House of Commons, datata al 1765/1766 e oggi in mostra nella camera della Irish House of Lords nella Parliament House di Dublino.

### Australia
Le mazze cerimoniali dell'Australian House of Representatives e dell'Australian Senate simbolizzano sia l'autorità di ciascuna delle due camere sia l'autorità reale di Carlo III come re d'Australia, all'interno del Commonwealth.

#### Senato
La mazza cerimoniale del Senato d'Australia è la Black Rod, il cui custode cerimoniale è l'Usher of the Black Rod.

#### Camera dei Comuni
Il Serjeant-at-Arms della Camera dei Comuni australiana è il custode cerimoniale della mazza di questa camera. All'inizio e alla fine di ogni volta in cui la camera si riunisce, lo speaker della camera entra ed esce preceduto dal Serjeant-at-Arms con la mazza sulla spalla destra. La mazza attualmente in uso è realizzata in argento dorato e fu un dono alla Camera dei comuni australiana da parte di re Giorgio VI del Regno Unito in occasione del 50º anniversario della Federazione, nel 1951. La mazza venne presentata alla Camera da una delegazione di membri della Camera dei Comuni del Regno Unito.

### Bahamas
Nelle Bahamas le mazze cerimoniali simbolizzano sia l'autorità delle due camere sia quella di Carlo III come re delle Bahamas.
Il 27 aprile 1965, giornata nota nelle Bahamas come "Black Tuesday", Lynden Pindling, leader dell'opposizione, gettò fuori dalla finestra del parlamento locale la mazza cerimoniale in uso, realizzata 165 anni prima come protesta contro le azioni del governo. Lo speaker tentò di restaurare l'ordine e proseguire la seduta, ma giustamente il leader laburista Randol Fawkes fece notare come la camera non potesse legalmente continuare a operare senza la presenza della mazza. Seppur danneggiata, la mazza venne recuperata dalla polizia e tornò nella camera.
Il 3 dicembre 2001, Cassius Stuart e Omar Smith, rispettivamente presidente e vicepresidente del Bahamas Democratic Movement, partito politico di minoranza, brandirono la mazza contro gli oppositori del Free National Movement (FNM) al governo.

### Canada
Le mazze cerimoniali del Canadian Senate e della Canadian House of Commons come in altri casi rappresentano oltre all'autorità delle due camere anche quella del re Carlo III come sovrano del Canada. Oggetti simili sono utilizzati nelle legislature provinciali. La mazza cerimoniale di diverse università viene portata anche in processione all'apertura di ciascuna convocazione del consiglio d'ateneo.

#### Protocollo delle mazze canadesi
In Canada, ciascuna mazza in uso segue un proprio protocollo in relazione al luogo e all'uso che se ne fa; lo Speaker of the House normalmente fa il proprio ingresso preceduto da un mazziere (Sergeant-at-Arms), che successivamente pone la mazza su un sostegno apposito al centro del tavolo nella sala. La mazza viene rimossa al termine dell'assemblea.
Prima che un monarca o uno dei suoi rappresentanti (solitamente il Governatore Generale del Canada o un suo vice) facciano ingresso nella camera legislativa, la mazza deve essere completamente oscurata alla vista, solitamente ricoprendola con un tessuto in velluto pesante, procedura svolta dai paggi della camera.
Durante l'elezione dello Speaker, la mazza viene rimossa dal tavolo per mostrare come la camera non sia legalmente costituita sino alla nuova elezione del nuovo speaker.

#### Disprezzo nei confronti della mazza della Camera dei Comuni canadese
Essendo un simbolo di potere e autorità dell'assemblea legislativa, da sempre coesiste una legislazione specifica contro chi mostri disprezzo nei confronti della mazza come disprezzo per le istituzioni e del monarca stesso. Dopo che Keith Martin, membro federale del parlamento per Esquimalt—Juan de Fuca, ebbe preso la mazza cerimoniale della Camera dei comuni canadese dal tavolo in segno di protesta, lo Speaker della camera dovette sciogliere l'assemblea, e Martin non venne più autorizzato a riprendere il suo seggio sino a quando non avesse fatto pubblica e formale scusa dell'atto compiuto.

### Filippine

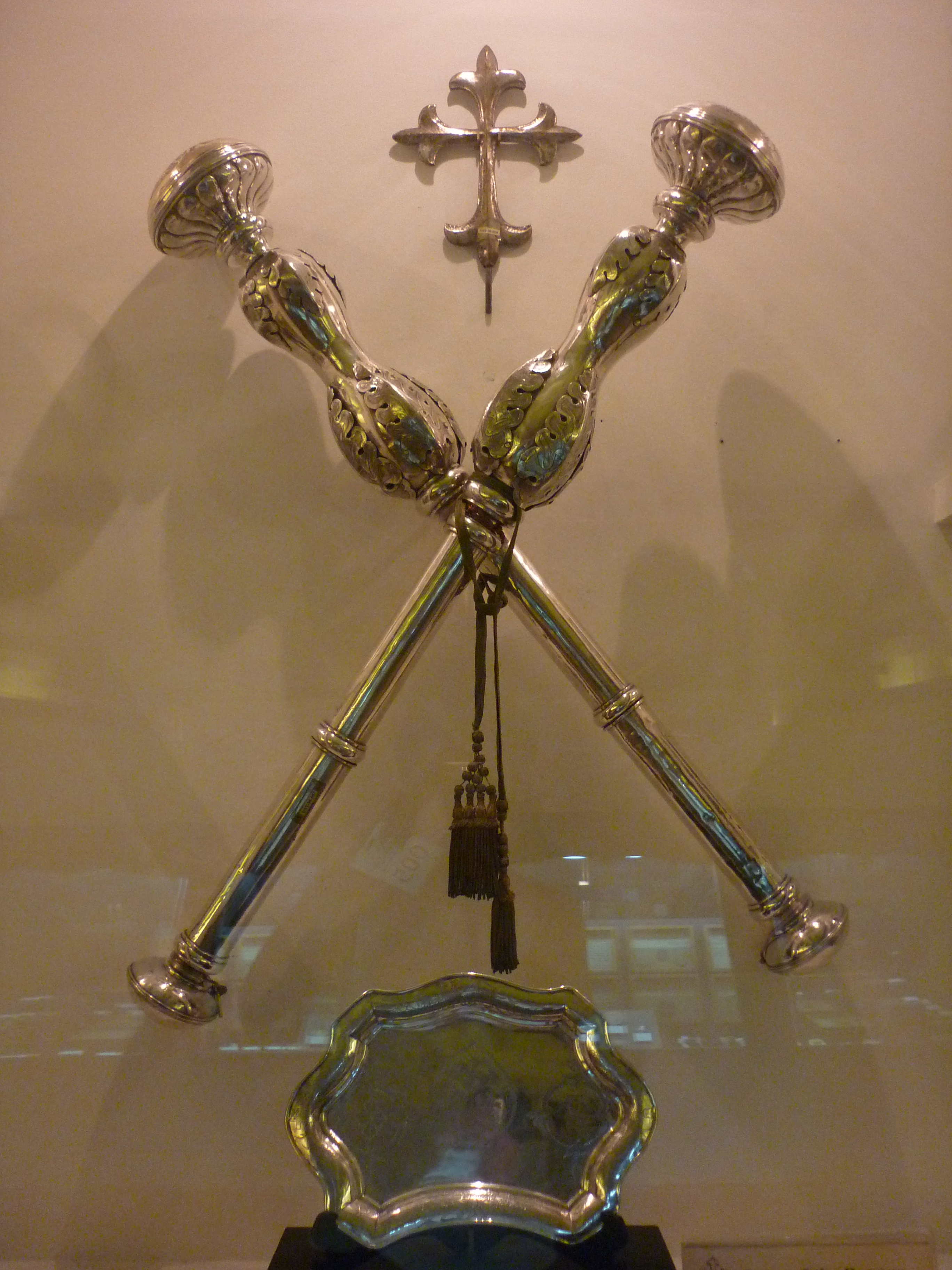
Mazze del Rector Magnificus della Pontificia e Reale Università di Santo Tomas

#### Mazze del Congresso
La Camera dei Rappresentanti e il Senato delle Filippine dispongono ciascuna di una propria mazza. Le due mazze sono perlopiù identiche.

##### Camera dei Rappresentanti
La mazza della Camera dei Rappresentanti è simbolo dell'autorità della Camera e dello Stato ed è custodita da un Sergeant-at-Arms. Ogni volta che la camera si riunisce, la mazza viene posta ai piedi del rostro dello Speaker. La mazza è sormontata dal sigillo ufficiale della Camera dei Rappresentanti.

##### Senato
La mazza del Senato filippino è anch'essa un simbolo di autorità e viene posta ai piedi del rostro del presidente del Senato a ogni sessione dell'assemblea. Come nella Camera dei Rappresentanti, anche qui un Sergeant-at-Arms presta servizio come custode della mazza. Sulla parte superiore si trova il simbolo ufficiale del senato filippino.

### Nigeria
Per ben due volte (2000 e 2018) il Senato della Nigeria ha visto la sottrazione, come simbolo di contestazione politica, della Maze: nel caso del 2000 autore dell'asportazione fu addirittura il presidente del Senato Chuba Okadigbo e la Camera alta si poté riconvocare solo quando la mazza fu ricostruita.

### Sri Lanka
Nello Sri Lanka esiste una mazza ingioiellata che rappresenta l'autorità del Parlamento dello Sri Lanka, custodita da un locale Serjeant-at-Arms. La mazza presenzia a ogni riunione dell'assemblea, così come essa accompagna in entrata e in uscita lo Speaker.

### Stati Uniti

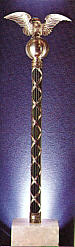
La mazza della Camera dei Rappresentanti statunitense

Anche negli Stati Uniti sin dal XVIII secolo sono in uso mazze cerimoniali sul modello di quelle britanniche, con alcune modifiche però nella forma e nell'ornamentazione. Tra gli esempi di mazze in argento inglesi in Nord America ricordiamo quella del 1753 a Norfolk (Virginia) e la mazza dello Stato della Carolina del Sud, datata al 1756.
L'attuale Mazza della Camera dei Rappresentanti statunitense è entrata in uso il 1º dicembre 1842. Essa venne creata da William Adams per un costo di 400 dollari al fine di rimpiazzare la prima mazza in uso, distrutta il 24 agosto 1814 quando il Campidoglio statunitense venne distrutto nell'Incendio di Washington per opera degli inglesi durante la guerra del 1812. Durante il periodo interinale venne utilizzata una semplice mazza in legno.
La mazza attualmente in uso è lunga circa 1,20 m ed è composta di tredici verghe di ebano tenute insieme da anelli in argento incrociati. Alla sommità del bastone si trova un'aquila con le ali aperte, stante su un globo, simbolo nazionale degli Stati Uniti.
Quando la Camera è riunita, la mazza si trova su un piedistallo cilindrico di marmo verde alla destra della poltrona dello Speaker della Camera. Quando nella Camera si tiene la sessione plenaria del parlamento, la mazza è spostata dal piedistallo presso il banco del Sergeant at Arms.

## Mazze simboliche di altri poteri o autorità

### Mazze giudiziarie
Nelle solenni inaugurazioni dell'anno giudiziario, in Italia, è "poggiato alla «tavola» avanti al presidente della Cassazione o di altra corte, un cuscino sul quale erano una «mazza» e un «bastone»: costituiscono («conformi ai modelli stabiliti dal ministro di giustizia», ai sensi degli artt. 163-169 del r.d. 14 dicembre 1865, n. 2641 che approva il regolamento giudiziario) le insegne delle corti e dei tribunali «in tempo delle pubbliche udienze», quando «la corte esce in pubblico» e nelle «riunioni solenni».

### Mazze ecclesiastiche

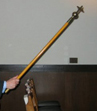
Questa è la verga tradizionale, un tipo di mazza cerimoniale in uso nel cristianesimo, completata alla sommità da un globo in ottone con una piccola croce

Tra le altre mazze (spesso correttamente indicate come scettri o ferule) vi sono quelle portate da alcuni dignitari ecclesiastici del clero nelle cattedrali e in alcune chiese parrocchiali. Nella chiesa anglicana, un vergario precede ogni processione religiosa.
Nella chiesa cattolica le mazze era uso comune che precedessero papi e cardinali in processione. Nel cerimoniale del pentimento degli eretici, essi venivano percossi leggermente sulla spalla pubblicamente dal sacerdote durante una celebrazione liturgica con un'apposita staffa che riprendeva simbolicamente le verghe in uso per frustare i condannati, così come accadde per Gesù.
Durante il periodo della sede vacante il cardinale camerlengo riceve un bastone (baculum), che mantiene fino all'elezione del nuovo Papa, come segno della sua autorità.

### Mazze universitarie

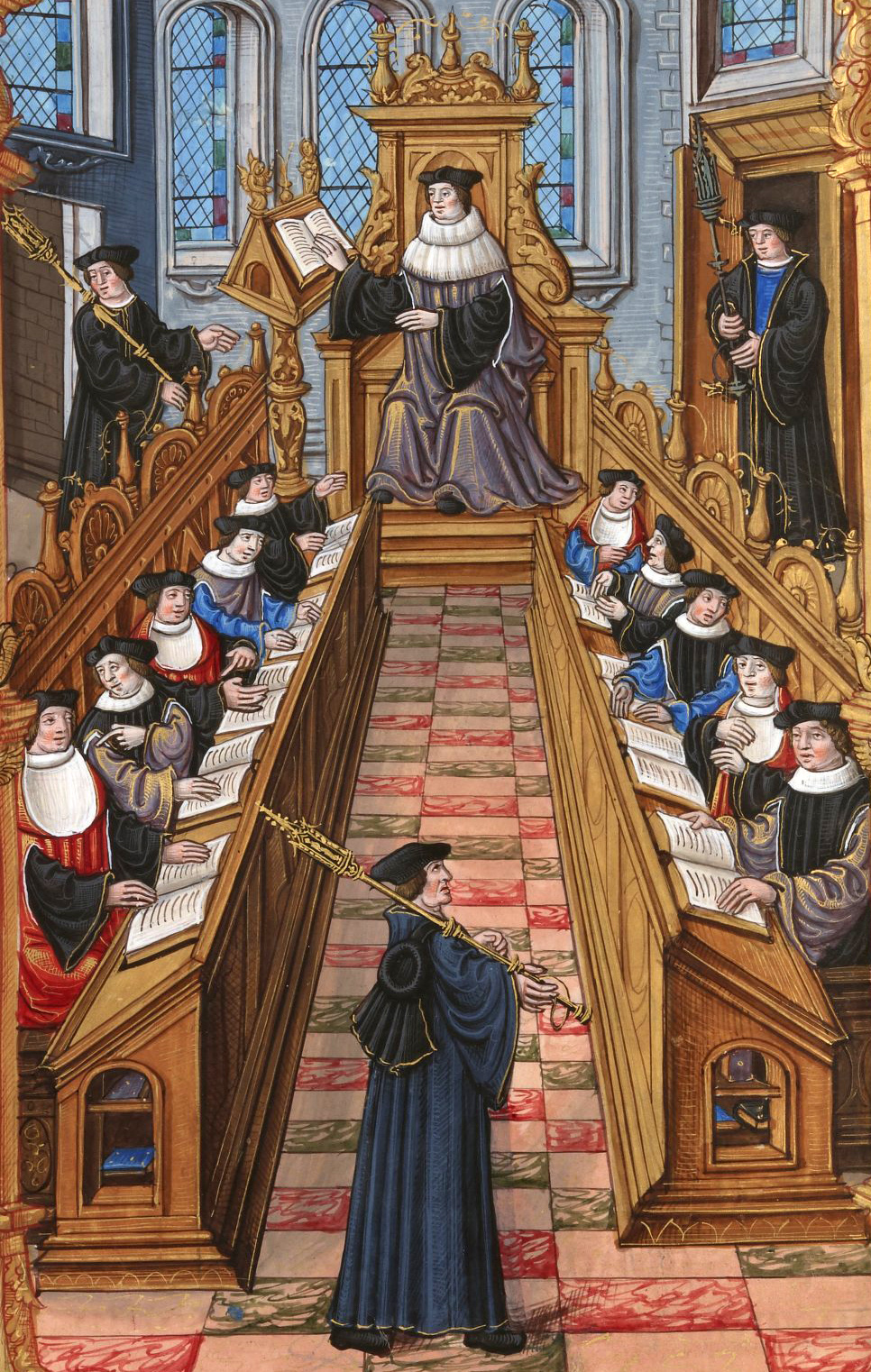
A ogni riunione del collegio accademico dell'Università di Parigi erano presenti tre mazze cerimoniali. Illustrazione da un manoscritto medievale.

Ancora oggi le università sono tra i centri principali ove le mazze cerimoniali sono maggiormente utilizzate come simbolo di indipendenza dall'autorità esterna e come simbolo di autorità interna sugli altri membri di un medesimo collegio.

#### Canada

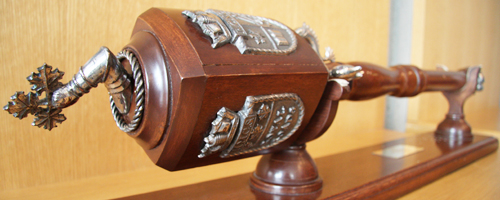
La mazza cerimoniale del Royal Roads Military College, attualmente esposta alla Royal Roads University nella città di Victoria, British Columbia

Molte università canadesi hanno o hanno usato delle mazze cerimoniali per le occasioni formali:
- Università di King's College
- Università di Toronto - realizzata nel Regno Unito e presentata da William Eric Phillips nel 1951
- Università di Guelph
- Università di Windsor
- Università di Waterloo
- Wilfrid Laurier University
- York University
- Royal Military College of Canada
- Royal Roads Military College (precedentemente) Royal Roads University (attualmente)
- Università dell'Alberta
- Università di Calgary
- Memorial University
- Università della Columbia Britannica
- Università del New Brunswick
- Dalhousie University
- Università di Prince Edward Island
- Vancouver Island University
- Nipissing University[23]

#### Filippine
Le due mazze del Rector Magnificus della Pontificia e Reale Università di Santo Tomas simbolizzano il potere spirituale e temporale del Rector Magnificus, la più alta autorità dell'Università. Realizzate in puro argento con misure di 95 cm per 15 cm di diametro, le mazze sono state realizzate nel XVII secolo e utilizzate per le processioni accademiche. I candidati all'ottenimento della laurea sono accompagnati dal rettore in una parata detta Paseo de los Doctores dall'universià alla chiesa di Santo Domingo, ove ha luogo l'inizio la cerimonia, sempre alla presenza delle due mazze cerimoniali.

#### Regno Unito
L'Università di St Andrews possiede tre mazze del XV secolo che sono tra le più antiche mazze universitarie giunte sino a noi. L'Università di Glasgow ne possiede una del medesimo periodo, che è presente anche nello stemma dell'ateneo. L'Università di Innsbruck e la sua sorella Università Medica possiedono delle mazze datate rispettivamente 1572, 1588 e 1833, che vennero confiscate dagli Asburgo all'Università di Olomouc a metà Ottocento. A Oxford vi sono tre mazze datate alla seconda metà del XVI secolo e sei realizzate tra il 1723 e il 1724, mentre a Cambridge vi sono tre mazze del 1626 e una del 1628. Quest'ultima venne alterata durante il Commonwealth di Cromwell e nuovamente dalla restaurazione degli Stuart. Il consiglio generale dell'Università di Edimburgo ha una mazza con tre teste: una riporta il sigillo dell'università, una lo stemma dell'università e il terzo lo stemma della città di Edimburgo. Il legno per la realizzazione della mazza proviene dal Malabar e venne offerto dal Segretario di Stato per l'India (R. A. Cross) alla First International Forestry Exhibition (1884). La mazza della Open University riflette la sua idea modernista, essendo realizzata in titanio.

#### Stati Uniti
Negli Stati Uniti, quasi tutte le università e i collegi hanno proprie mazze, usate quasi esclusivamente durante i raduni dei locali consigli dal presidente, dal cancelliere, dal rettore, dal prevosto, dal maresciallo o dal decano a seconda delle tipologie di istituti.

#### Italia

Emblema dell'Università di Pavia recante due mazze cerimoniali incrociate

Anche in molte università italiane, così come nelle più antiche e prestigiose università anglosassoni (quali Oxford e Cambridge), sono state in uso, e in alcuni casi sono in uso tuttora, delle mazze cerimoniali. Proprio perché il loro uso si mantiene senza soluzione di continuità da centinaia di anni, il continuare a esibirle, lungi da essere un vuoto archeologismo (ché tale non potrebbe essere una consuetudine mai venuta meno) ha il pregio di collegare, simbolicamente e visivamente, il presente di un ateneo al suo passato, per rimarcarne la continuità nel tempo, la solidità, il prestigio.
L'Università di Pavia presenta due mazze d'argento addirittura nel proprio emblema: esse sono incrociate e ciascuna reca sulla sommità una piccola aquila. Un tempo esse venivano impiegate abitualmente nel corso delle sedute di laurea, dove gli esaminandi si recavano in corteo accademico preceduti da due mazzieri che le recavano con sé e seguiti dal rettore e dagli altri membri del corpo accademico, similmente a quanto avviene ancora oggi in molte università anglosassoni, in particolare a Cambridge. Oggi l'uso delle mazze (e del corteo accademico) è limitato alle cerimonie di particolare importanza, come la consegna dei diplomi di laurea o, tradizionalmente, la cerimonia per l'inaugurazione dell'anno accademico, nel corso della quale si effettua ancora il corteo accademico dove il rettore, a testa dei rappresentanti del corpo docente, è preceduto da due mazzieri in toga porpora.
Mazze cerimoniali sono altresì impiegate in cerimonie di svariati altri atenei, tra cui l'Università Cattolica, l'Università di Bologna, l'Università di Padova, l'Università di Sassari, l'Università di Siena. La mazza cerimoniale di quest'ultima simboleggia il potere del rettore dal 1440 e porta incisa sulla sommità l'effigie di Santa Caterina d'Alessandria, patrona dell'ateneo. Anche l'Università di Parma possiede un'antica mazza cerimoniale, risalente al XVIII secolo.

## Altre mazze
- La mazza della gilda della città di Cork, realizzata da Robert Goble di Cork nel 1696 per le gilde associate della città di cui era stato maestro, è attualmente esposta nel Victoria and Albert Museum. Il museo conserva inoltre una grande mazza d'argento (9,5 kg di peso per la lunghezza di 101 cm) datata alla prima metà del Settecento ma riportante lo stemma di papa Pio VII. Si dice che tale mazza sia stata utilizzata durante l'incoronazione di Napoleone Bonaparte a re d'Italia nel Duomo di Milano nel 1805 dal momento che essa riporta anche le armi del cardinale Carlo Opizzoni che nella cerimonia svolse un ruolo rilevante.[44][senza fonte]
- Gli Hetman dei cosacchi ucraini dispongono di un tipo di mazza cerimoniale chiamata bulava.
- Il drum major delle bande britanniche e statunitensi utilizzano una mazza propria per comunicare il ritmo e i movimenti agli altri bandisti.